# Xylodeleis obsipa
Xylodeleis obsipa là một loài bọ cánh cứng trong họ Bostrichidae. Loài này được Germar miêu tả khoa học năm 1848.